# Blažena Holišová
Blažena Holišová (11 de julio de 1930 – 7 de abril de 2011) fue una actriz checa y es conocida, sobre todo, por su participación en el film Kladivo na čarodějnice de 1970 a las órdenes del director Otakar Vávra.
Holisová murió el 7 de abril de 2011  los 80 años de edad.

## Filmografía parcial
- Skola otcu (1957) - Andulka Novotná
- Touha (1958)
- Zivot pro Jana Kaspara (1959) - Jana Vánová
- U nás v Mechově (1960) - Ema Sikulová
- Pohled do ocí (1961) - Hanka Vitáková
- Smrt sa volá Engelchen (1963) - rádová sestra Alzbeta
- Marie (1964)
- Zlatá reneta (1965) - Karla Skálová, Martina sestra
- Dva tygri (1968) - Lebedová
- Kladivo na čarodějnice (1970) - Sattlerová
- Hroch (1973)
- Kdo hledá zlaté dno (1974) - Petrina matka
- Dvacátý devátý (1974) - Marie Zápotocká
- Můj brácha má prima bráchu (1975) - Vránová
- Prodaná nevesta (1976) - Krusinová
- Bájecní muzi s klikou (1979) - vdova Evzenie Slavíková
- Brácha za vsechny penize (1979) - Vránová, matka Zuzany
- Indiáni z Vetrova (1979) - Uklízecka
- Julek (1980) - Director of Arena
- Úteky domu (1980) - Matka
- Pul domu bez zenicha (1981) - Zofie, Francova zena
- Zlatá slepice (1981) - Aunt
- Zahrada deti (1981) - Eliska Vondrová
- Pozor, vizita! (1982) - Katka
- Poslední vlak (1983) - Sanderová
- Slavnosti snezenek (1984) - Francova zena
- Rozpustený a vypustený (1985) - Matka Hlavácková
- Zátah (1985) - Pokladní
- Kam doskáce ranní ptáce (1987) - domovcine Mrázová
- Mág (1988) - Máchova matka
- Jak básníkum chutná zivot (1988) - Hubácková

|}